# Mechthild Ross-Luttmann

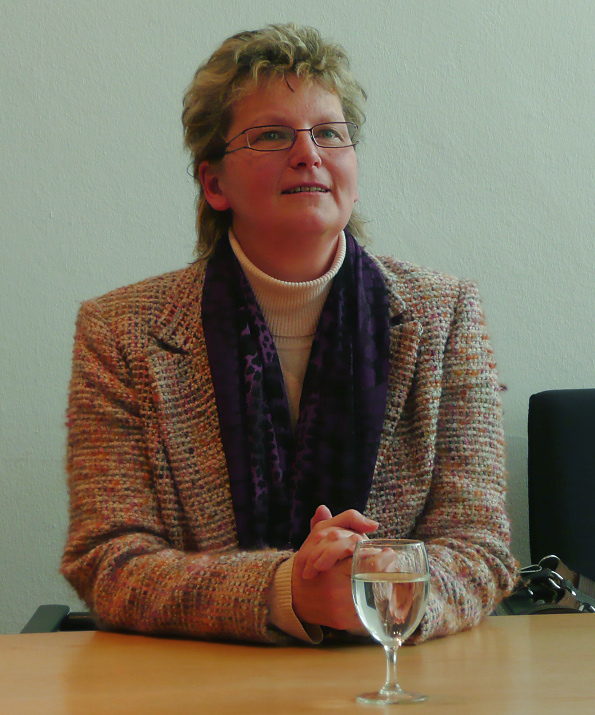
Mechthild Ross-Luttmann (2009)

Mechthild Ross-Luttmann (* 13. April 1958 in Burgsteinfurt) ist eine deutsche Politikerin (CDU) und ehemaliges Mitglied des Niedersächsischen Landtags. Sie war zwischen 2005 und 2010 Niedersächsische Ministerin für Soziales, Frauen, Familie und Gesundheit.

## Leben

### Ausbildung und Berufserfahrung
Nach dem Abitur in Beckum studierte Ross-Luttmann Rechtswissenschaften in Münster (Erstes Staatsexamen) und machte eine Referendarausbildung im Oberlandesgerichtsbezirk Hamm (Zweites Juristisches Staatsexamen im Herbst 1986).
Vom 1. April 1987 bis 3. März 2003 war sie Dezernentin im Landkreis Rotenburg (Wümme), unterbrochen durch Erziehungsurlaub von 1992 bis 1998.

### Politischer Werdegang
Bei den Landtagswahlen 2003, 2008 und 2013 wurde Mechthild Ross-Luttmann für den Wahlkreis Rotenburg in den Landtag gewählt. Von März bis Dezember 2005 war sie sozialpolitische Sprecherin der CDU-Landtagsfraktion, von Februar 2013 bis 2015 war stellvertretende Vorsitzende der CDU-Fraktion.
Am 7. Dezember 2005 wurde sie als Nachfolgerin für die nach Berlin ins Kabinett von Angela Merkel gewechselte Ursula von der Leyen zur Niedersächsischen Ministerin für Soziales, Frauen, Familie und Gesundheit ernannt. Am 27. April 2010 gab Ross-Luttmann im Zuge einer Kabinettsumbildung ihr Amt an Aygül Özkan ab und verließ die Regierung.
Mechthild Ross-Luttmann trat zur Landtagswahl 2017 nicht wieder an.

### Privates
Ross-Luttmann ist mit dem Juristen und früheren Landrat des Landkreises Rotenburg (Wümme), Hermann Luttmann, verheiratet und hat drei Kinder.

## Politische Positionen

### Telekommunikation
Überregionale Bekanntheit erreichte Mechthild Ross-Luttmann durch ihren Ausspruch in Bezug auf die Vorratsdatenspeicherung: „Es geht nicht darum, dass wir zu einem Überwachungsstaat werden, sondern lediglich darum, zu speichern, wer wann mit wem und wo telefoniert hat“ am 14. September 2011 während der 113. Plenarsitzung des niedersächsischen Landtages.